# Survivor Series 2002
Survivor Series (2002) was een professioneel worstel-pay-per-view (PPV) evenement dat georganiseerd werd door de World Wrestling Entertainment (WWE) voor hun Raw en SmackDown! brands. Het was de 16e editie van Survivor Series en vond plaats op 17 november 2002 in Madison Square Garden (MSG) in New York.

## Matches
| Nr. | Match                                                                                                  | Winnaar(s)                   | Opmerkingen                                                         | Bron  |
| --- | --- | ---------------------------- | ------------------------------------------------------------------- | ----- |
| 1H  | Lance Storm & William Regal vs. Goldust & The Hurricane                                                |                              | Tag Team match. Vooraf opgenomen op Heat.                           | [ 1 ] |
| 2   | The Dudley Boyz (Bubba Ray & Spike Dudley) & Jeff Hardy vs. 3-Minute Warning (Jamal & Rosey) & Rico    | The Dudley Boyz & Jeff Hardy | Elimination tables match.                                           | [ 2 ] |
| 3   | Billy Kidman vs. Jamie Noble (c) (met Nidia)                                                           | Billy Kidman (nc)            | Eén-op-één match voor het WWE Cruiserweight Championship.           | [ 2 ] |
| 4   | Victoria vs. Trish Stratus (c)                                                                         | Victoria (nc)                | Hardcore match voor het WWE Women's Championship.                   | [ 2 ] |
| 5   | Big Show vs. Brock Lesnar (c) (met Paul Heyman)                                                        | Big Show (nc)                | Eén-op-één match voor het WWE Championship.                         | [ 2 ] |
| 6   | Los Guerreros (Chavo & Eddie Guerrero) vs. Edge & Rey Mysterio (c) vs. Chris Benoit vs. Kurt Angle     | Los Guerreros (nc)           | Triple Threat elimination match voor het WWE Tag Team Championship. | [ 2 ] |
| 7   | Shawn Michaels vs. Triple H (c) (met Ric Flair) vs. Chris Jericho vs. Kanevs. Booker T vs. Rob Van Dam | Shawn Michaels (nc)          | Elimination Chamber match voor het World Heavyweight Championship.  | [ 2 ] |